# فزارة (بني سويف)
قرية فزارة هي إحدى القرى التابعة لمركز ببا في محافظة بني سويف في جمهورية مصر العربية. حسب إحصاءات سنة 2006، بلغ إجمالي السكان في فزارة 3464 نسمة، منهم 1730 رجل و1734 امرأة.